# Boris Gulko

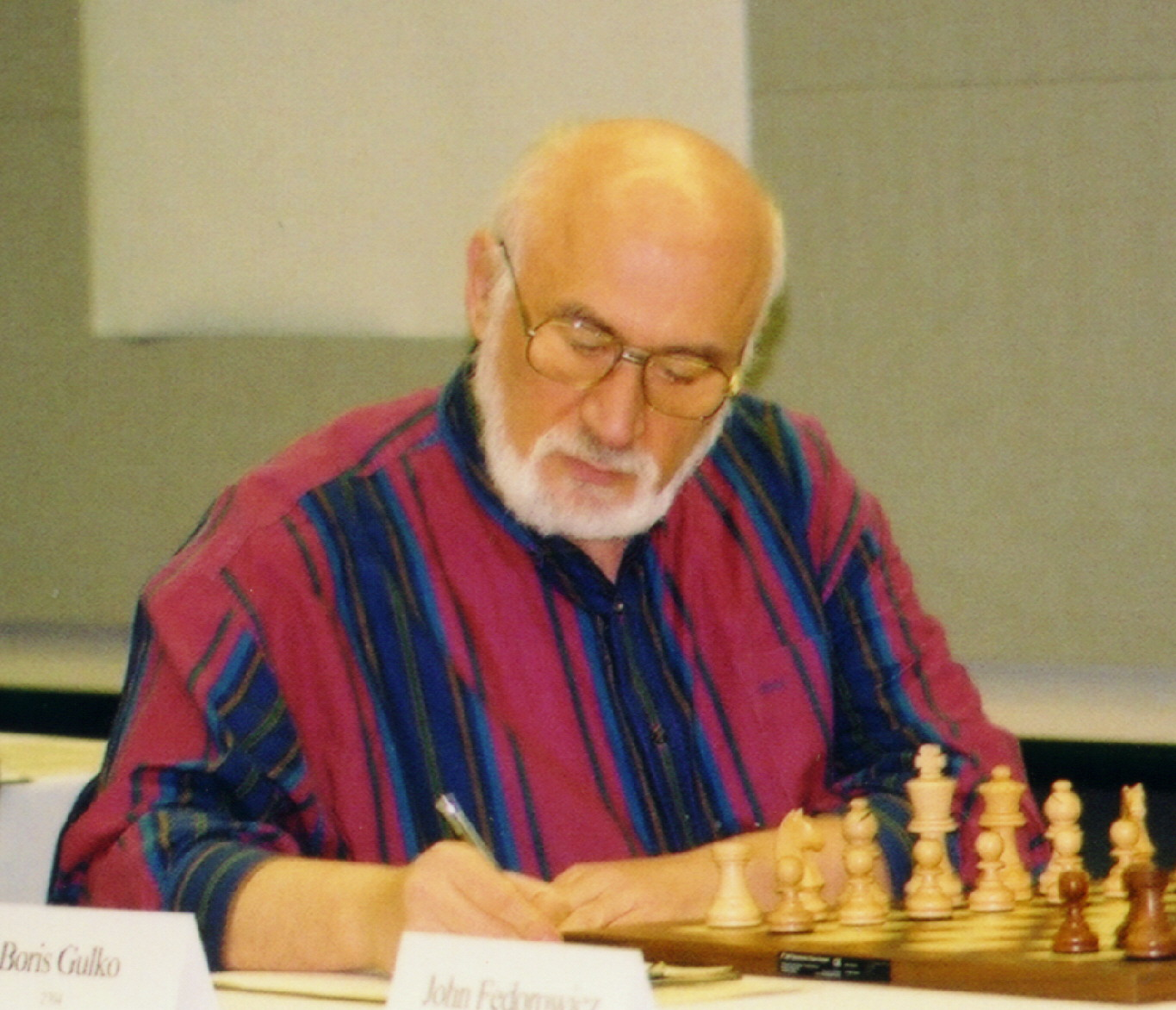
Boris Gulko

Boris Franzewitsj Gulko (Russisch: Борис Францевич Гулько) (Erfurt, 9 februari 1947) is een Russisch-Amerikaans schaker. Hij is sinds 1976 een grootmeester (GM). In 2000 was zijn Elo-rating 2644.
Gulko is de enige persoon die zowel het schaakkampioenschap van de Sovjet-Unie als het het schaakkampioenschap van de Verenigde Staten heeft gewonnen. Een ander opmerkelijk feit is zijn positieve score tegen Garri Kasparov.

## Levensloop

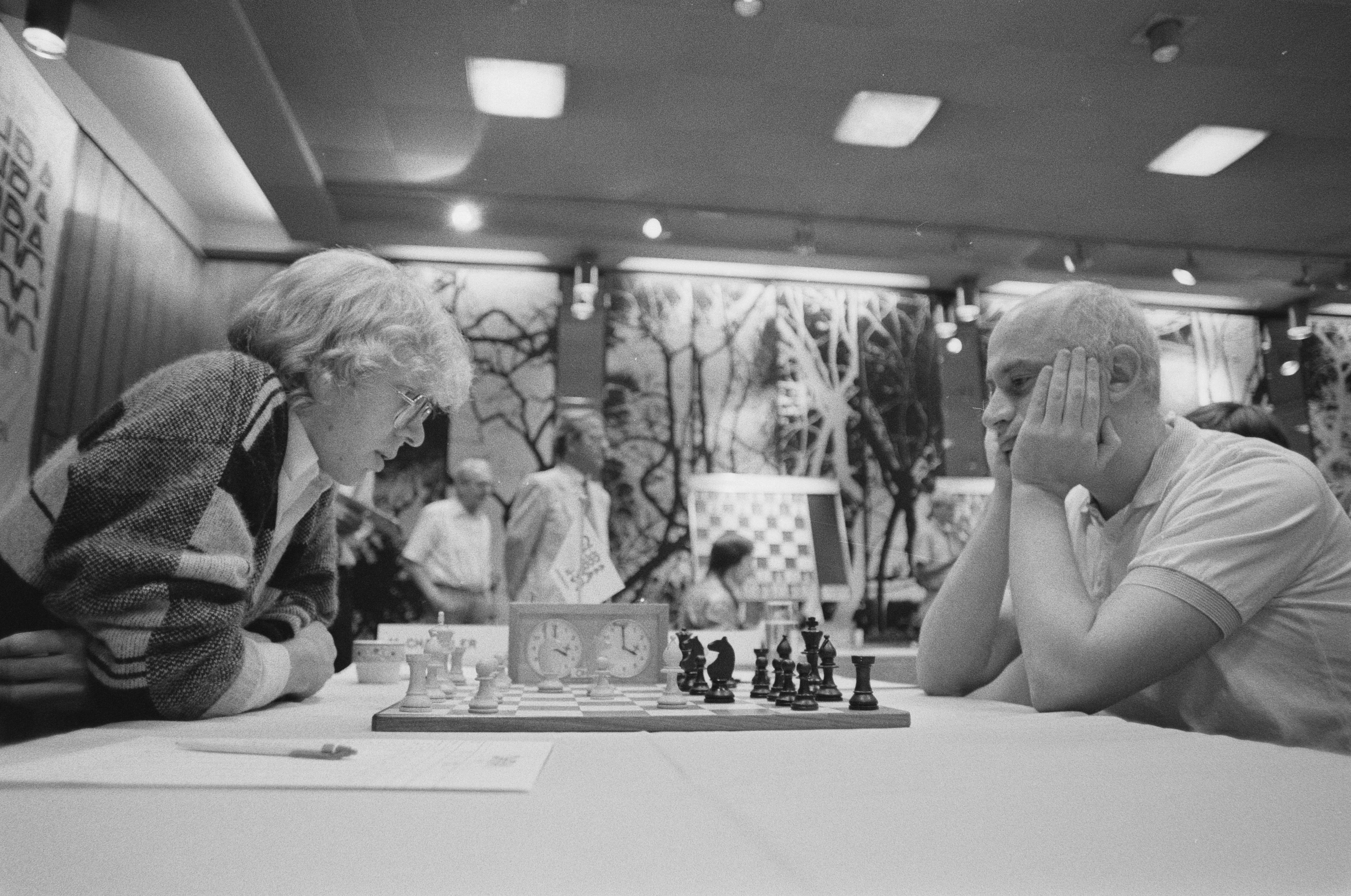
Chandler (links) tegen Gulko (Amsterdam 1987)

Boris Gulko werd in 1947 geboren in een Joodse familie. Zijn vader was soldaat in het Rode Leger, gestationeerd in Oost-Duitsland. Na enkele jaren keerde de familie terug naar de Sovjet-Unie. In 1975 werd Gulko Internationaal Meester (IM) en in 1976 grootmeester. In 1977 won hij in Leningrad samen met Josif Dorfman het kampioenschap van de Sovjet-Unie. Zoals gebruikelijk volgde een beslissingsmatch over zes partijen. Toen ook deze match geen beslissing had gebracht, mochten zij zich beiden kampioen noemen. Ze waren een half punt boven de rest gefinisht, waaronder zich drie voormalig wereldkampioenen bevonden.

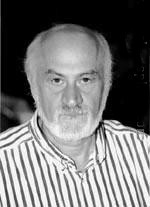
Boris Gulko
(foto Gennadiy Titkov)

In 1977 diende Gulko een verzoek in om het land te verlaten, maar hij en zijn vrouw Anna Akhsharumova, een grootmeester bij de vrouwen, kregen geen toestemming. Als anti-communist werd hij een keer gearresteerd en geslagen door agenten van de KGB. Ze werden niet toegelaten tot het topniveau van de schaakcompetitie, totdat het tijdperk van glasnost aanbrak. Pas in 1986 kreeg Gulko toestemming naar de Verenigde Staten te emigreren. Boris verklaarde dat de 39-jarige leeftijd te oud was om nog het hoogste niveau te bereiken als schaker, maar zei ook geen spijt te hebben van zijn keuzes.

- In 1987 speelde hij mee in de kroongroep van het OHRA-toernooi in Amsterdam en eindigde op een gedeelde tweede plaats met Jan Timman en Murray Chandler. Het jaar erop deed hij mee in de hoofdgroep, die hij samen met Boris Gelfand en Eric Lobron wist te winnen.
- In 1994 en 1996 was hij kampioen van de USA en hij heeft meer dan vijf keer meegespeeld in de Schaakolympiade. Hij is de enige schaker die kampioen geweest is van zowel de Sovjet-Unie als de Verenigde Staten.
- Gulko heeft een 'positieve score' tegen Garri Kasparov (+3 =4 -1) in partijen gespeeld van 1978 tot 2001.
- Hij speelde een paar maal in een kandidatentoernooi, maar hij heeft de top nooit bereikt.
- In 2003 was hij winnaar van het Curaçao International Gateway Chess tournament.
- In 2003 deed hij ook mee met het 31e World open dat in Philadelphia gespeeld werd. Hij eindigde met 6.5 punt op de twaalfde plaats.

Gulko kreeg in 2004 te maken met antisemitische discriminatie. Hij had zich gekwalificeerd voor het Wereldkampioenschap schaken in Libië. De president van het Libische organiserend comité, de zoon van de dictator Moammar al-Qadhafi, verklaarde geen zionistische vijanden uit te nodigen voor dit kampioenschap. 

Gulko en diverse andere Joodse spelers trokken zich terug, en Gulko schreef in een open brief aan Kirsan Ilyumzhinov, de president van de FIDE dat hij hem met klem verzocht niet de eerste president van de FIDE te zijn die een wereldkampioenschap zou laten plaatsvinden waarbij Joden worden uitgesloten.
- Op 10 juli 2005 vond de lange afstand wedstrijd tussen New York en Sint-Petersburg plaats die met 2 - 6 door de Russen gewonnen werd. Gulko speelde tegen Jevgeni Aleksejev.

Gulko speelde voor de Sovjet Unie in de Schaakolympiade van 1978 en voor de Verenigde Staten in de Schaakolympiades van 1988 t/m 2004.
Hij schaakt nog steeds, maar speelt niet vaak meer in toernooien. Voor vele jaren woonde het echtpaar in Fair Lawn, in 2019 verhuisden ze naar Jeruzalem.

## Partij 1
Hier volgt de partij Boris Gulko - Jorge Arturo Vega Garcia, Mexico 2002, Torre Memorial,

schaakopening Koningsindisch, Eco-code E 61:

1.c4 Pf6 2.Pc3 g6 3.d4 Lg7 4.Lg5 d6 5.e3 Pbd7 6.Le2 c5 7.Pf3 0-0 8.Dc2 a6 9.0-0 b6 10.d5 b5 11.cxb5 axb5 12.Lxb5 La6 13.e4 Da5 14.a4 Tfb8 15.Ld2 Dd8 16.Tfe1 (1-0)

## Partij 2
Gulko versloeg Kasparov met de zwarte stukken in 1982:

Kasparov vs. Gulko, Rusland 1982 

1.d4 d5 2.c4 dxc4 3.e3 Pf6 4.Lxc4 e6 5.Pf3 c5 6.0-0 a6 7.e4 b5 8.Ld3 Lb7 9.Lg5 cxd4 10.Pxd4 Pbd7 11.Pc3 Pe5 

(diagram)

12.Pcxb5 Pxd3 13.Dxd3 axb5 14.Tfd1 Le7 15.Dxb5+ Dd7 16.Db3 Lxe4 17.Pf5 Ld5 18.Pxg7+ Kf8 19.Dh3 h5 20.Dg3 Kxg7 21.Lxf6+ Kxf6 22.Td4 Ld6 23.Dc3 Kg6 24.h3 Lc7 (0–1)